# J. William Fulbright
James William Fulbright (Sumner, 9 aprile 1905 – Washington, 9 febbraio 1995) è stato un politico, politologo e mecenate statunitense, senatore per lo stato dell'Arkansas dal 1945 al 1974 ed in precedenza membro della Camera dei Rappresentanti per lo stesso stato dal 1943 al 1945. Il nome di Fullbright è legato al programma Fulbright, che ha consentito, dal 1946 ad oggi, una serie di scambi culturali internazionali attuati utilizzando fondi per i residuati bellici.

## Biografia
Rettore dell'università dell'Arkansas dal 1939 al 1941, fu deputato al Congresso per il Partito Democratico nel 1943 e senatore dell'Arkansas dal 1945 al 1974. Presidente della Commissione Affari esteri dal 1959 al 1974, il 29 marzo 1961 William Fulbright, scrisse a Kennedy insieme al suo vice Pat M. Holt, un memorandum di 11 pagine, nel quale dibatteva le conseguenze del rovesciamento del regime di Castro  con la forza, piuttosto che attuare una politica più tollerante, di isolamento e di coalizione degli Stati Latino Americani contro il dittatore cubano. Nel 1965 prese posizioni fermamente contrarie alla guerra del Vietnam.